# パリヤ
株式会社パリヤは、滋賀県彦根市のスーパーマーケットである。オール日本スーパーマーケット協会に加盟している。当初は婦人服の生地専門店として創業し、屋号の由来は「パリのファッションモードを売る店」というイメージから。

## 会社概要
ベルロード沿いで2階建ての商業施設「パリヤサンペデック」を運営している。1階部分は日用品・食品中心の「Pマート」などで、2階部分にはセリアが入居している。
アイラップカードというポイントサービスのカードを発行している。
また、珍しいサービスとして、バーベキューコンロの無料貸し出しを行っている。（2013年3月現在）

## 沿革
- 1952年 - 大塚行雄がパリヤを創業。
- 1956年 - 有限会社パリヤ設立。婦人服生地以外も取り扱うようになる。
- 1972年 - 株式会社に改組。
- 1980年 - スーパーマーケット経営を開始。